# Podmanastyrek
Podmanastyrek (ukr. Підмонастирок) – wieś na Ukrainie, w obwodzie lwowskim, w rejonie szeptyckim.

## Historia
W II Rzeczypospolitej do 1934 roku wieś stanowiła samodzielną gminę jednostkową w powiecie radziechowskim w woj. tarnopolskim. W związku z reformą scaleniową została 1 sierpnia 1934 roku włączona do nowo utworzonej wiejskiej gminy zbiorowej Laszków w tymże powiecie i województwie. 
W 1937 w Podmanastyrku poświęcono kamień węgielny pod budowę Domu Ludowego.
Po wojnie wieś weszła w struktury administracyjne Związku Radzieckiego.
Do 2020 w rejonie radziechowskim.